# Gnamptogenys crassicornis
Gnamptogenys crassicornis é uma espécie de formiga do gênero Gnamptogenys.